# Фрэни
Фрэни (англ. Franey Mountain) — горная вершина на Кейп-Бретонском плато расположена в 4,5 км к западу от Ингониша на острове Кейп-Бретон в канадской провинции Новая Шотландия. Это вершина массива между Дандас-Брук и Клайберн-Брук.

## Климат
В регионе влажный континентальный климат (Dfb) с чрезвычайно большим количеством осадков для этого климата (среднегодовое количество осадков составляет 69 дюймов, что является самым высоким показателем в Канаде за пределами прибрежной части Британской Колумбии). Кроме того, в Ингонише самые влажные месяцы с ноября по январь, когда ежемесячно выпадает более 7,3 дюймов осадков, большая часть которых выпадает в виде снега, в то время как июнь и июль являются самыми засушливыми месяцами, но по-прежнему выпадает в среднем более 3,5 дюймов осадков в каждом. Зима продолжительная, холодная, снежная и исключительно ненастная. В декабре и январе снег может выпадать почти каждый день из-за снежных дождей с эффектом моря, которые дуют из незамерзающего залива Святого Лаврентия. В основном с октября по апрель Ингониш также склонен к интенсивным северным пасхам - среднеширотные циклоны, приближающиеся с северо-востока США и штатов Новая Англия, принося с собой сильные ветры и обильные осадки, особенно снегопады. С наступлением зимы окружающие воды покрываются льдом, что задерживает наступление весны. Однако лето наступает быстро, обычно в середине-конце июня. Холодная весна сменяется прекрасным летом с большим количеством теплых солнечных дней. Летом погода меняется на теплый юго-западный поток и сохраняется до осени. Эти теплые юго-западные ветры дуют вниз по склону с Кейп-Бретонского нагорья, высыхая и нагреваясь по мере спуска. Хотя окружающая вода замерзает зимой, летом она очень быстро нагревается, а температура поверхности моря достигает пика около 21°C (70°F) в августе. Самая высокая температура, когда-либо зарегистрированная, составляла 37,8°C (100,0°F) 10 августа 2001 года. Самая низкая температура была -28,0°C (-18,4°F) 18 января 1982 года.

## Поход
К горной вершине можно добраться по пешеходной туристической тропе, ведущей к врхней точке, откуда открывается вид на открытый океан от мыса Смоки на востоке до Мани-Пойнт на севере, а полуостров Миддл-Хед вдается в Атлантику прямо под ним. Драматический вид на горы, отвесную скалистую поверхность горы Фрэни и ручей Клайберн, извивающийся через долину на глубине 425 метров (1394 фута). Вершину горы бывает трудно найти, так как вершина широкая и плоская.